# Rhynia
Rhynia var en slægt af primitive og uddøde landplanter, der forekom i tidlig Devon. Cooksonia og Rhynia var de første landplanter som man har kendskab til. Der var tale om uhyre simple sporeplanter, der bestod af en op til 50 cm lang stilk der forgrenede sig flere gange.
Eftersom de var sporeplanter forekom der ingen blomster, og man kender heller ikke til blade eller rødder. Noget tyder på at planten kunne sprede sig ved jordstængler.
Rhynia havde karvæv i gametofytten, hvilket i dag ikke kendes fra andre sporeplanter end Psilotum.
Fossiler kendes kun fra Aberdeenshire, Skotland hvor det forekommer i den såkaldte Rhynie flint.
| Botanik | Spire Denne botanikartikel er en spire som bør udbygges. Du er velkommen til at hjælpe Wikipedia ved at udvide den. |